# Johann Carl Ludwig Illies

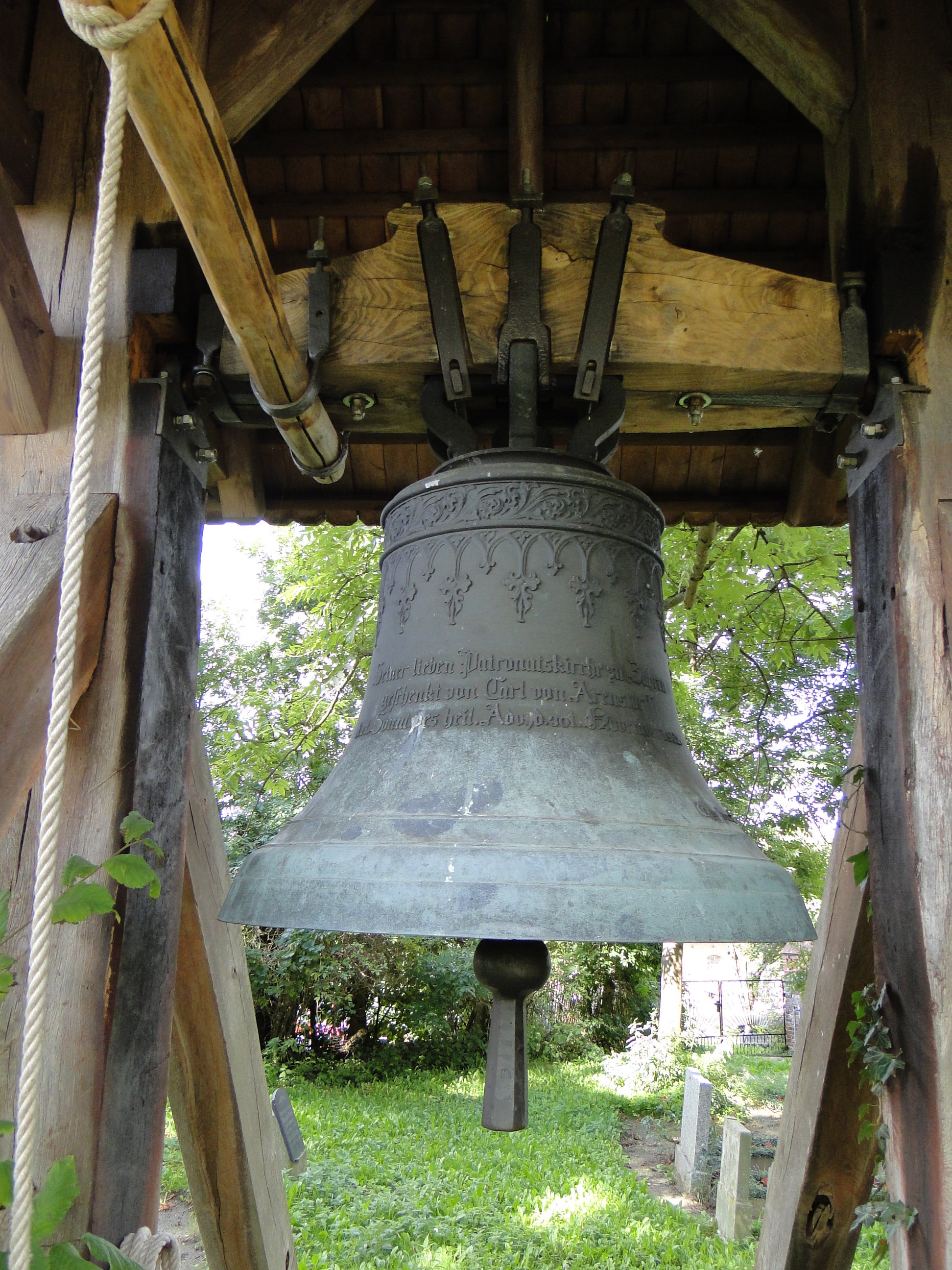
Glocke der Dorfkirche Zahren in Penzlin, gegossen am 30. November 1862 in Waren

Johann Carl Ludwig Illies (* 30. September 1799 in Waren; † 20. September 1871 ebenda) war ein deutscher Hofglockengießermeister.

## Leben
Carl Illies stammte aus einer seit Anfang des 18. Jahrhunderts in Waren ansässigen Tuchmacherfamilie. Er wurde als Sohn des Tuchmacher-Altermanns Johann Joachim Jacob Illies und dessen Frau Anna Elisabeth, geb. Sengebusch in Waren geboren. Er war zunächst als Zinngießer tätig, unter anderem fertigte er 1823 für die Kirche in Kargow zwei Leuchter und 1824 zwei Leuchter für die Dorfkirche Poppentin. Ab 1841 wirkte er als Glockengießer. Anfangs arbeitete er im Hof seines Hauses in der Rosenstraße, verlegte aber dann seine Werkstatt an den Penzlinschen Berg vor der Stadt. Heute erinnert an der Stelle die Straße Glockengießerweg an Illies’ Gießerei. Unter anderem goss er als Großherzoglich-Mecklenburgisch-Schweriner Hofglockengießer drei Glocken 1856 im Auftrage des Großherzogs Friedrich Franz II. von Mecklenburg für die Schlosskirche Schwerin. In seinem Leben goss Illies über 100 Glocken. Nach seinem Tod wurde er auf dem Friedhof in Waren beigesetzt. Das Stadtgeschichtliche Museum in Waren hat zwei seiner Glocken im Museumsbestand.
Er starb an Asthma. Ein Sohn war der Unternehmer Carl Illies. Die Maler Arthur Illies und Otto Illies waren seine Enkel, der Maler Harald Illies (1911–1985) sein Urenkel.

## Glocken (Auswahl)
Die in Klammern gesetzten Ziffern beziehen sich auf die Bände unter Literatur.
- 1841: Kirche Rosenow: 1 und 1: 1862 (V, S. 202)
- 1841: Kirche Kraase: 1 (V, S. 325)[6]
- 1841: Kirche Kargow: 1 (gesprungen, 1906 umgegossen von M & O Ohlsson[7]), und 1823 zwei Leuchter aus Zinn (V, S. 351)
- 1841: Dorfkirche Deven: 1 (V, S. 365)
- 1842: Dorfkirche Brunow: 1 (III, S. 217)
- 1842: Georgenkirche, Waren: 1 (V, S. 340)
- 1842: Dorfkirche Grüssow: 2 (V, S. 435)
- 1843: Kirche Basedow: 2 (V, S. 130)
- 1844: Dorfkirche Serrahn: 4 (IV, S. 337)
- 1844: Dorfkirche Vielist: 1 (V, S. 387)
- 1844: Dorfkirche Grabow (heute Grabow-Below): 1 (V, S. 546)
- 1845: Dorfkirche Cammin: 1 (I, S. 450)
- 1845: Dorfkirche Pinnow bei Schwerin: 1 für 46 Thaler und 1 zum halben Preis: 1850[8] (III, S. 337)
- 1845: Dorfkirche Wamckow: 2 (IV, S. 180)
- 1846: Pfarrkirche St. Marien, Plau am See: 1 (IV, S. 592)
- 1849: Dorfkirche Groß Upahl (heute Teil von Gülzow-Prüzen): 1 (IV, S. 278)
- 1849: Dorfkirche Gielow: 1 (V, S. 152)
- 1849: Dorfkirche Lüssow, Mecklenburg: 3 (IV, S. 290)
- 184?: St. Johannis, Boek: 2 (V, S. 355)
- 1850: Kirche in Groß Lukow (Ortsteil von Klein Lukow): 2 (V, S. 284)
- 1851: Dorfkirche Badendiek: 1 und 1: 1852 (IV, S. 269)
- 1852: Kapelle Finkenthal: 1 (I, S. 584)
- 1851: Marienkirche, Röbel: 3 (V, S. 489)
- 1852: Dorfkirche Alt Schönau: 1 (V, S. 375)[9]
- 1852: Dorfkirche Wustrow: 1[10]
- 1862: Dorfkirche Hohen Wangelin: 1[11]
- 1853: Kirche Groß Dratow: 1 (V, S. 363)
- 1854: Pfarrkirche St. Marien, Güstrow: 2 (IV, S. 242)
- 1854: Dorfkirche Matzlow: 1 (IV, S. 495)
- 1854: Dorfkirche Benzin (heute Teil von Kritzow): 1 (IV, S. 541)
- 1855: Dorfkirche Wattmannshagen: 1 (IV, S. 313)
- 1855: Dorfkirche Warnkenhagen: 1 (V, S. 43)
- 1855: Dorfkirche Pinnow (Ortsteil von Murchin): 2 (V, S. 264)
- 1855: Kirche Satow: 2 (V, S. 444)
- 1855: Dorfkirche Buchholz bei Röbel: 1 und 1: 1867 (V, S. 568)
- 1856: Schlosskirche Schwerin: 3 (II, S. 590)
- 1857: Dorfkirche Hohen Sprenz: 2 (IV, S. 37)
- 1858: Dorfkirche Neese: 1 (III, S. 206)
- 1858: Stiftskirche, Sophienstift Lübz: 1 (IV, S. 533 (Druckfehler: 353))
- 1858: Kirche Luplow (Ortsteil von Rosenow): 1 (V, S. 290)
- 1858: Dorfkirche Sommerstorf: 1 (V, S. 388)
- 1858: Klosterkirche Malchow: 1 (V, S. 411)
- 1859: Kirche Schlieffenberg: 1 und 2 zeitlich unbelegte (IV, S. 307)
- 1859: Dorfkirche Langhagen: 1 (V, S. 52)
- 1860: Dorfkirche Boitin: 2 (IV, S. 132)
- 1860: Dorfkirche Lütgendorf: 3 (V, S. 432)[12]
- 1860: Dorfkirche Leizen: 2 (V, S. 525)
- 1861: Kirche Marihn: 1 (V, S. 287)
- 1861: Dorfkirche Techentin: 1[13]
- 1861: St. Helena und Andreas, Ludwigslust: 1 (III, S. 263)
- 1862: Dorfkirche Jabel: 3 (V, S. 424)[14]
- 1862: Dorfkirche Zahren in Penzlin: 1[15]
- 1863: Kirche Speck (Ortsteil von Kargow): 1 (V, S. 352)
- 1863: Nicolaikirche, Röbel: 1 (V, S. 509)
- 1863: Glockenstuhl auf dem Friedhof von Moltzow: 1[16]
- 1863: Glockenstuhl auf dem Friedhof von Krienke (Ortsteil von Kratzeburg): 1[17]
- 1864: Stadtkirche Stavenhagen: 1 (V. S. 161)
- 1864: Kirche Nossentin (Ortsteil von Silz): 1 (V, S. 421)
- 1865: Dorfkirche Altkalen 1 (I, S. 580)
- 1865: Dorfkirche Lansen: 1 (V, S. 376)[18]
- 1865: Dorfkirche Sietow: 1 (V, S. 440)
- 1866: Kirche Fincken: 1[19]
- 1866: Johanniterkirche Mirow: 1[20]
- 1867: Paulskirche, Schwerin: 1 und 1: 1869. Vermutlich eine weitere,[21] die 1875 ersetzt wurde. (II, S. 596)
- 1867: Kirche Schlackendorf (Ortsteil von Neukalen): 1[22]
- 1868: Dorfkirche Passow: 2 (IV, S. 548)
- 1869: Dorfkirche Alt Schwerin: 1 (V, S. 419)
- 1870: Dorfkirche Spornitz: 1 (III, S. 304)